# 나한송
나한송(羅漢松, 학명: Podocarpus macrophyllus 포도카르푸스 마크로필루스[*])은 나한송과 나한송속에 속하는 구과식물이다. 일본 남부, 중국 남동부 지역에 자생한다.
크기는 작거나 보통인 상록수이며 20미터 높이까지 도달한다. 잎의 길이는 6~12센티미터에 달하며 너비는 약 1센티미터이다. 씨는 10~15밀리미터이다. 다 크면 붉은 자주색을 띄는 베리가 10~20밀리미터 길이로 나오며 새가 와서 먹은 뒤 그 씨를 여러 곳에 떨어트린다.
나한송은 숲, 해발 1000미터 바다 주변 도로 측면에서 볼 수 있다.

## 외부 링크

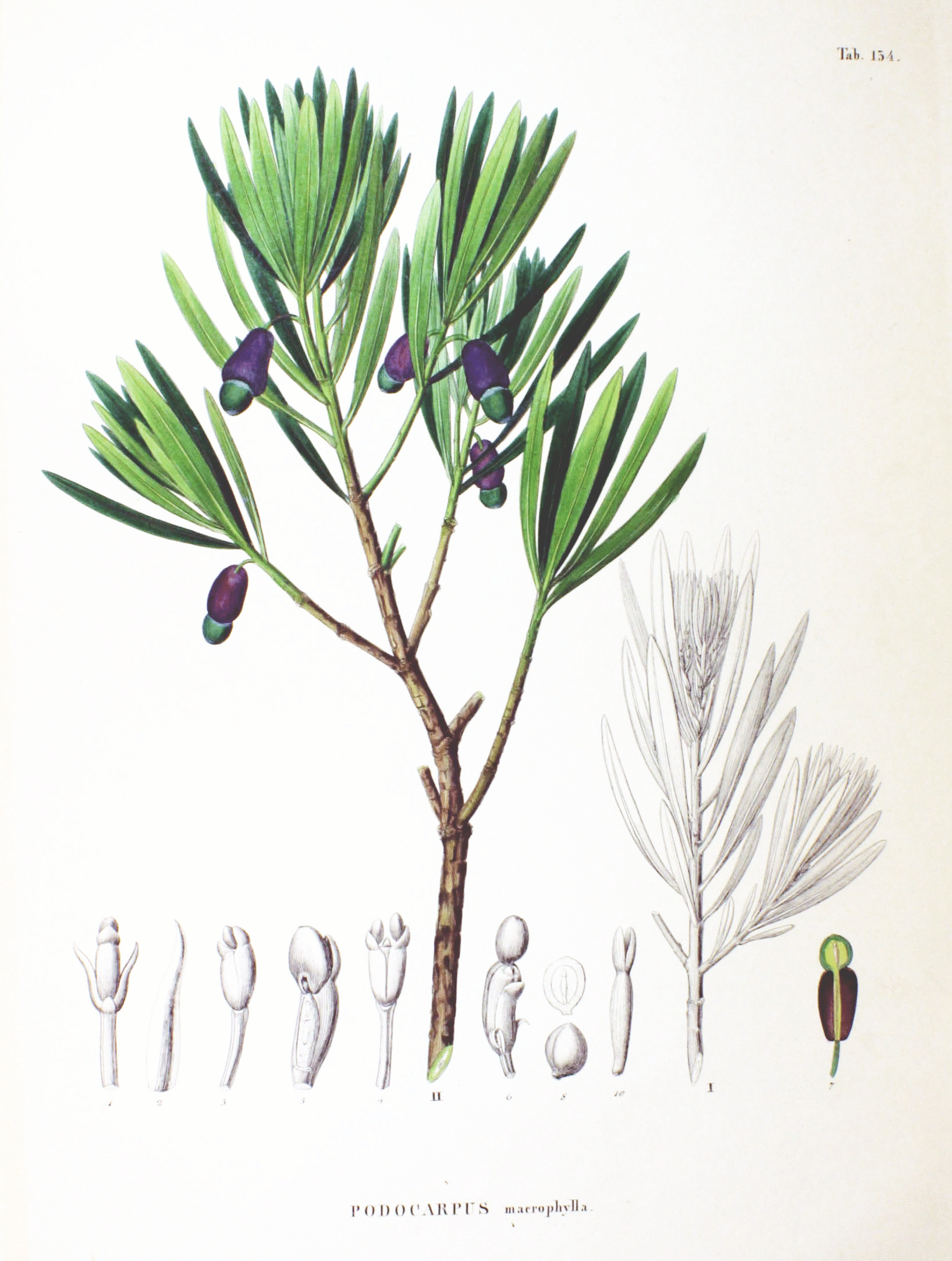
From Flora Japonica by Philipp Franz von Siebold and Joseph Gerhard Zuccarini.
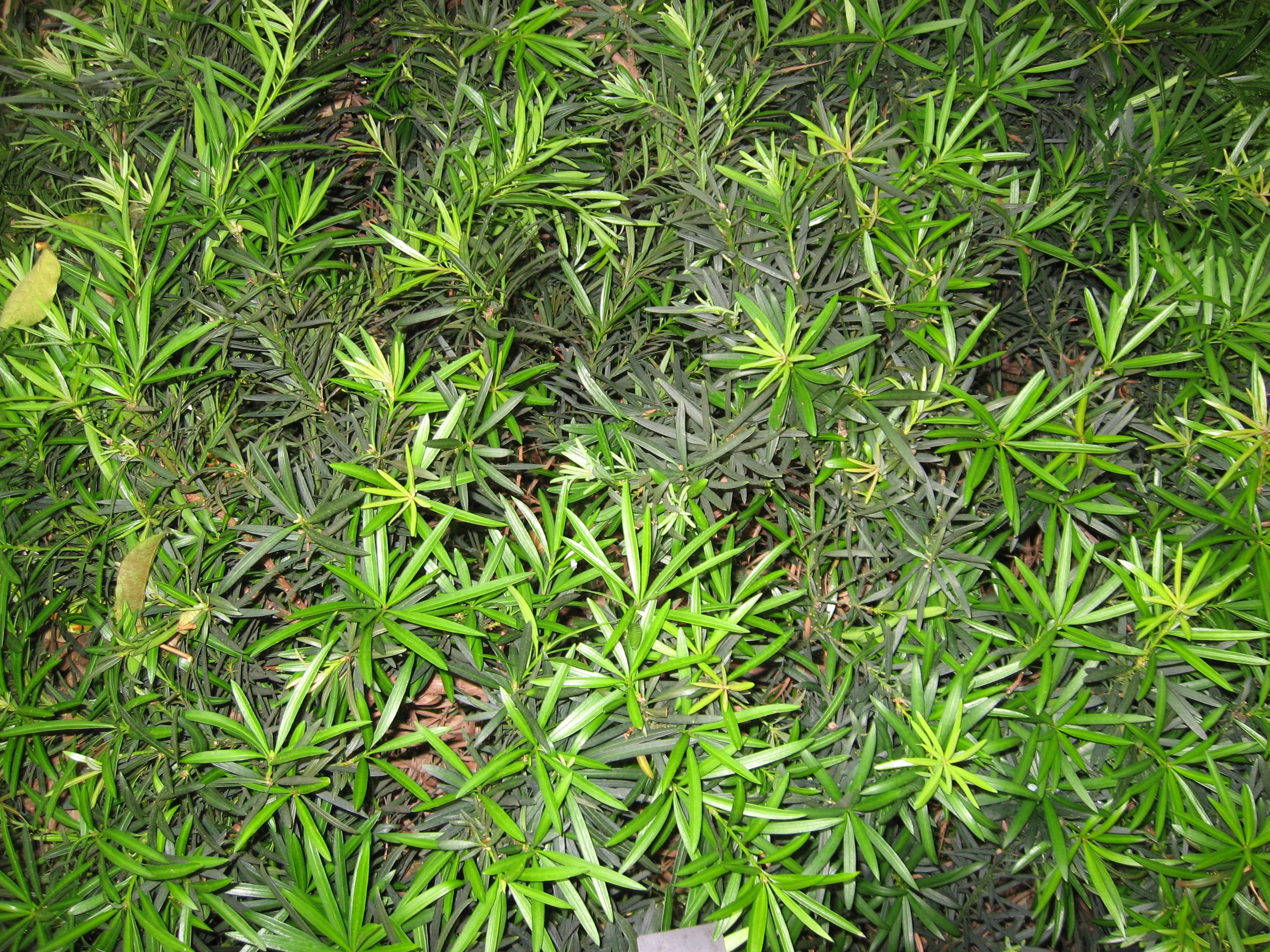
A closeup of the leaves.
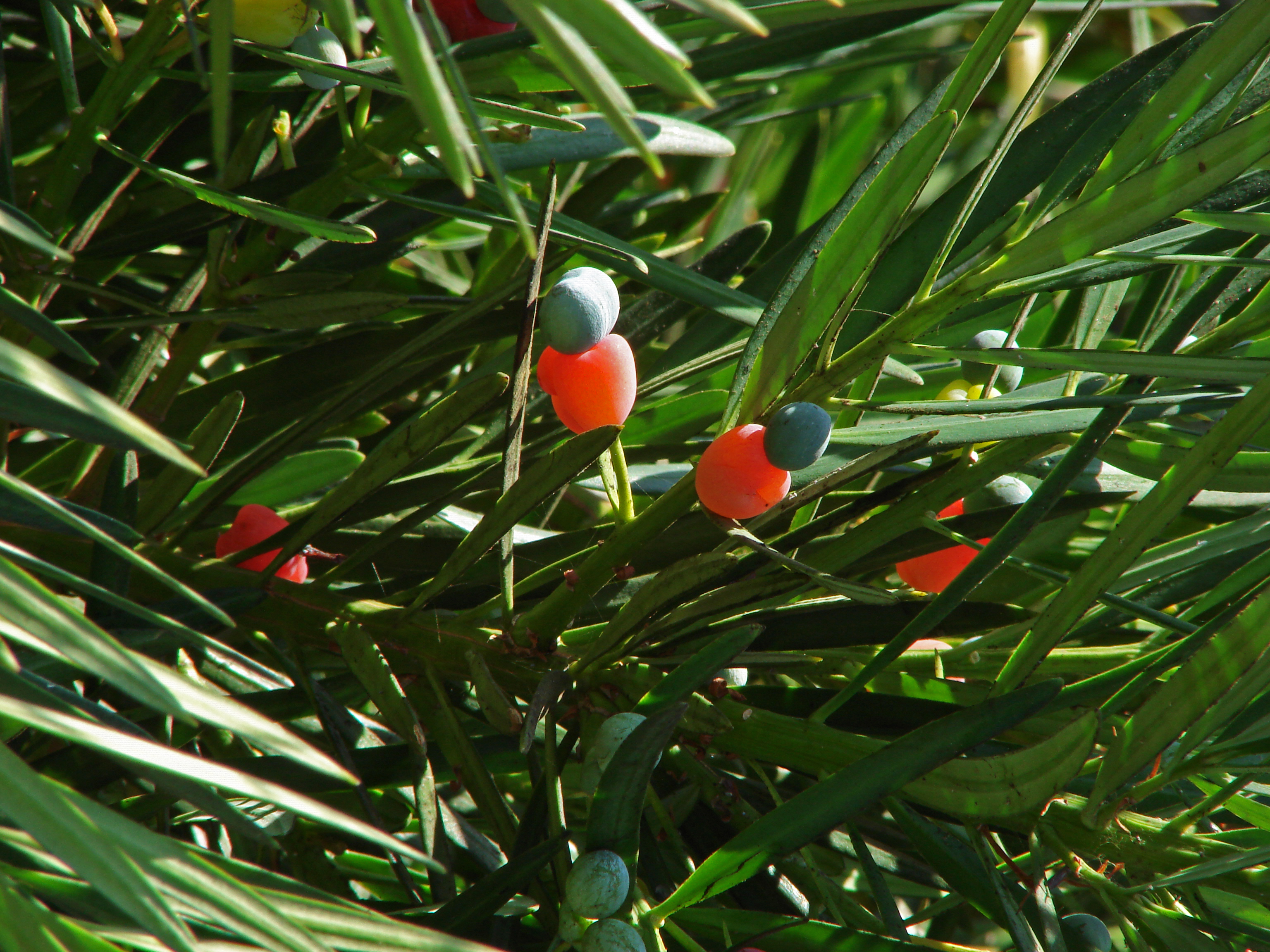
Foliage with mature seed cones.
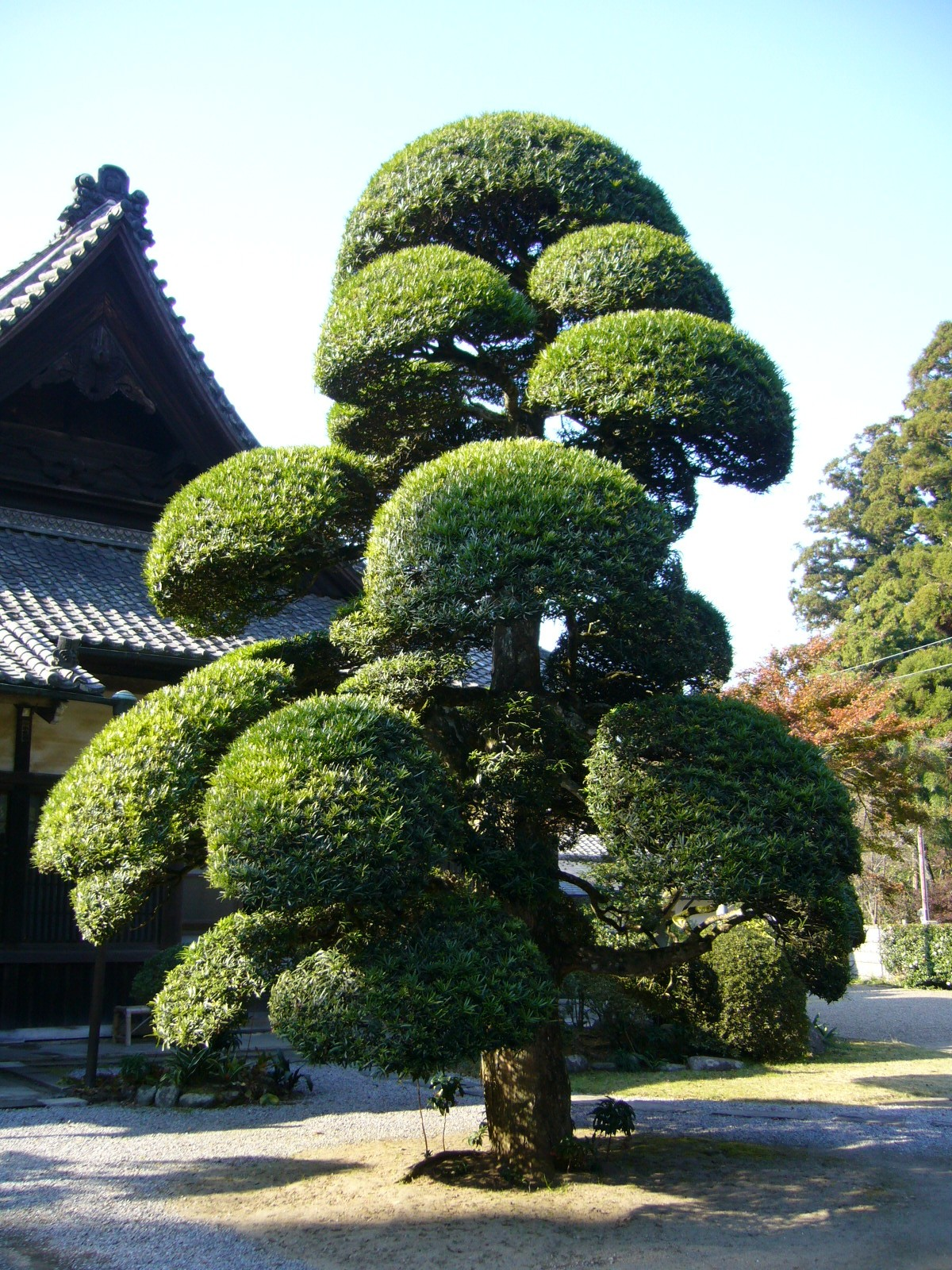
A trimmed P. macrophyllus.

## 상징과 이용
나한송은 일본어로 이누마키(イヌマキ) 또는 구마사키(クサマキ)라고 하며 일본 지바현의 나무이다.
이 종은 분재로서 길러진다.